# Tailly (Ardenas)
 Tailly  es una población y comuna francesa, en la región de Champaña-Ardenas, departamento de Ardenas, en el distrito de Vouziers y cantón de Buzancy.
Está integrada en la Communauté de communes de l'Argonne Ardennaise.
Absorbió en 1972 las comunas de Andevanne, Barricourt y Rémonville, las cuales pasaron a ser communes associées.

## Demografía
| 376 | 592 | 596 | 530 | 645 | 657 | 632 | 532 | lac. | lac. | 543 | 502 | 446 | 428 | 401 | 405 | 325 | 335 | 301 | 285 | 246 | 238 | 252 | 227 | 175 | 188 | 156 | 129 | 280 | 235 | 193 | 206 | 183 |
| Para los censos de 1962 a 1999 la población legal corresponde a la población sin duplicidades (Fuente: INSEE [Consultar]) |     |     |     |     |     |     |     |      |      |     |     |     |     |     |     |     |     |     |     |     |     |     |     |     |     |     |     |     |     |     |     |     |

Incluye las communes associées de Rémonville (53 hab.), Barricourt (43 hab.) y Andevanne (27 hab.) (poblaciones legales a 1 de enero de 2007).